# 布氏旗鰓鰻
布氏旗鰓鰻為輻鰭魚綱鰻鱺目通鰓鰻科的其中一種，分布於西南太平洋區，從塔斯曼海至紐西蘭海域，為深海魚類，棲息深度3493-4974公尺，體長可達69公分，生活在大陸坡。

## 擴展閱讀
維基物種上的相關：布氏旗鰓鰻